# Ignaz Karl von Chorinsky
Ignaz Karl Graf von Chorinsky (* 24. März 1770 in Brünn; † 14. April 1823 in Wien) war ein mährischer Adeliger, k.k. Beamter und zuletzt Präsident der Allgemeinen Hofkammer.

## Herkunft
Ignaz Karl Graf von Chorinsky, Freiherr von Ledske, war ein Sohn des Grafen Franz Johann von Chorinsky (* 23. April 1726; † 23. Juni 1812) und dessen Ehefrau der Gräfin Maria Cajetana von Walldorf (* 22. April 1736; † 29. Oktober 1792). Seine Zwillingsschwester Maria Carolina starb am 17. April 1808.

## Leben
Er begann seine Verwaltungslaufbahn als Kreis-Commissair und niederösterreichischer Regierungssekretär. 1796 wurde er Gubernialrath und Kreishauptmann in Westgalizien, 1798 bis 1804 war er Gubernialrat in Böhmen. 1804 wurde er Wirklicher Hofrat und Vizepräsident der niederösterreichischen Landesregierung und während der französischen Besatzung 1805 war er Präsident. 1807 wurde Ignaz Karl Wirklicher Staats- und Conferenzrath im Staatsrat. Von 1811 bis 1815 war er zuerst Vizepräsident bei der Allgemeinen Hofkammer als Wirklicher Geheimer Rat, dann Vizekanzler bei der Vereinigten Hofkanzlei, Hof-Commissair in Mähren und Schlesien und zuletzt Präsident der niederösterreichischen Landesregierung. Von 1816 bis 1822 war Graf Chorinsky Präsident der Allgemeinen Hofkammer.
Für seine Verdienste, die er sich 1813–1814 in Brünn erwarb, erhielt er das Civil-Ehrenkreuzes Erster Classe.
Ignaz Karl Graf von Chorinsky heiratete am 18. Mai 1796 Sophie von Mertens (* 26. Juli 1774). Das Paar hatte mehrere Kinder:
- Francisca de Paula (* 21. Mai 1798; † 21. August 1863) ⚭ 1818 Graf Friedrich von Wilczek (1790–1861), Statthalter von Tirol, Vice-Präsident in Innsbruck
- Franz Carl (* 2. Februar 1800)
- Sophie (* 11. September 1802)
- Johann Wilhelm (* 26. Dezember 1803; † 27. April 1821)
- Gustav (* 27. Januar 1806; † 15. Oktober 1873) ⚭ Anna Böck von Greissau (1806–1871)
- Maria (* 15. November 1807; † 10. November 1844) ⚭ 1824 Freiherr Franz von Pillersdorf (* 1. März 1786; † 22. Februar 1862), k k Hofkammer Vice-Präsident